# Бородино (станция)
Бородино́ — железнодорожная станция Смоленского (Белорусского) направления Московской железной дороги в Можайском городском округе Московской области, расположенная в 123 км от Москвы.

## История

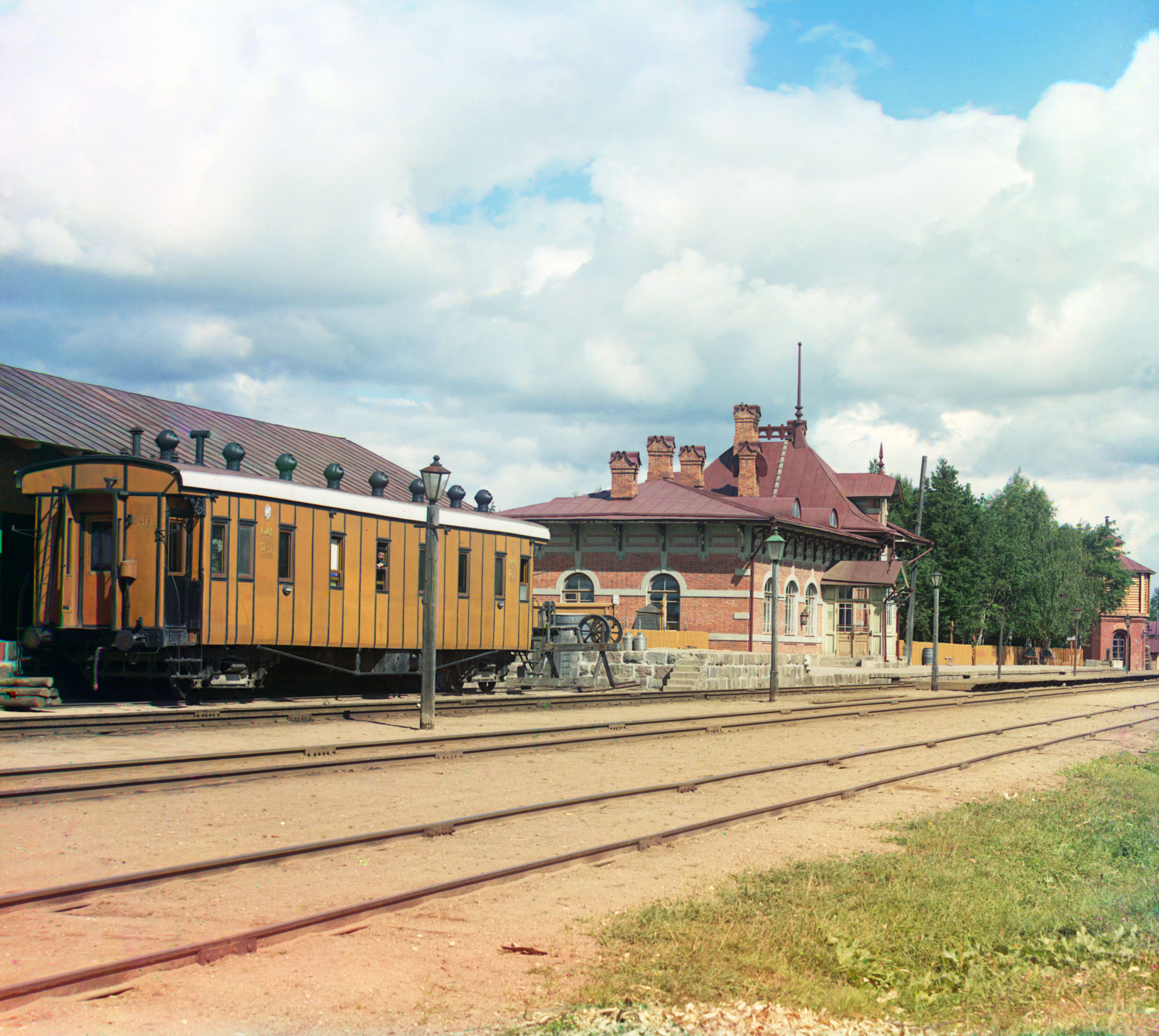
Ж/д ст. Бородино. Фото С. М. Прокудина-Горского. 1911 год.

Станция Бородино была основана в 1869 году на поле Бородинского сражения при прокладке железной дороги по линии Москва — Брест.
В 1902 году по инициативе начальника железнодорожной станции П. П. Богдановича в одной из комнат вокзала был создан «Музей 1812 года».
К августу 1912 года, к 100-летию Бородинской битвы, к Бородинскому полю была проложена временная однопутная линия с сооружением платформы и стоянки императорских поездов в связи с приездом Николая II с семьёй на празднование. Вскоре линия была разобрана.
7 сентября 2002 года в честь 190-летия Бородинского сражения состоялось торжественное открытие реконструированной станции Бородино. В зале ожидания была размещена экспозиция, посвящённая Отечественной войне 1812 года. Экспозиция была обновлена в 2017 году.

## Описание

### Общая информация
Входит в Смоленский центр организации работы железнодорожных станций ДЦС-6 Московской дирекции управления движением. По характеру основной работы является промежуточной, по объёму выполняемой работы отнесена к 4 классу.
Первая станция и остановочный пункт Смоленского региона МЖД на этом направлении.

### Расположение
Станция располагается между южной окраиной посёлка Бородино и северной окраиной посёлка Бородинского лесничества. Рядом (на стороне посёлка Бородино) располагается остановка автобусов «Станция Бородино».

### Инфраструктура
На станции имеется станционное здание с залом ожидания и кассами. Турникетами не оборудована.
Имеет две боковых платформы: высокую, переходящую в низкую и отдельностоящую низкую, соединённые пешеходным настилом, и оборудованные павильонами для возможности укрытия пассажиров от осадков.
На высокую платформу прибывают пригородные электропоезда МЦД-1, следующие со стороны Москвы, или отправляющиеся на неё. На низкую платформу прибывают и отправляются пригородные электропоезда, прибывающие из Гагарина или Вязьмы, либо следующие до них.

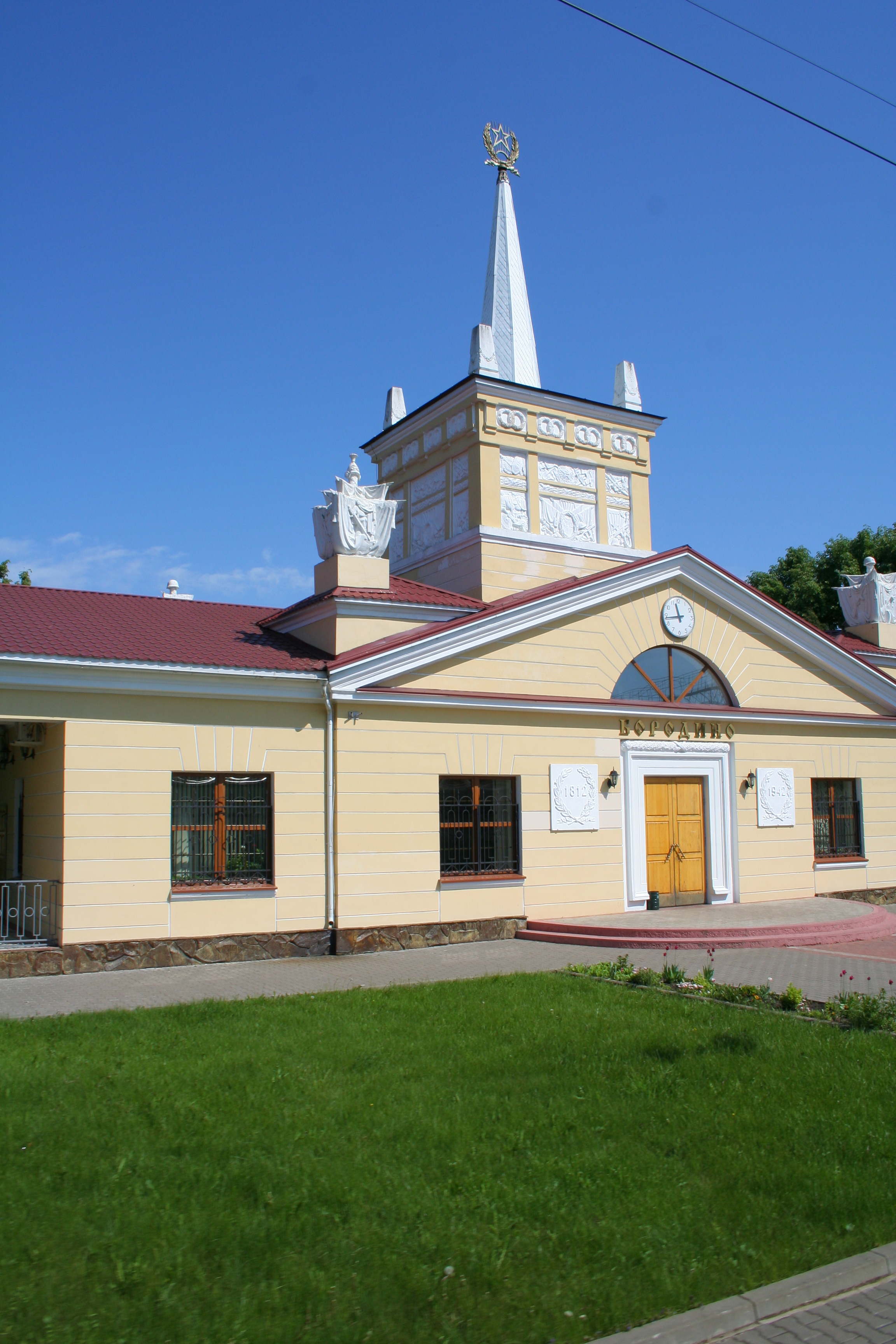
Вид на вокзальное здание со стороны посёлка Бородино
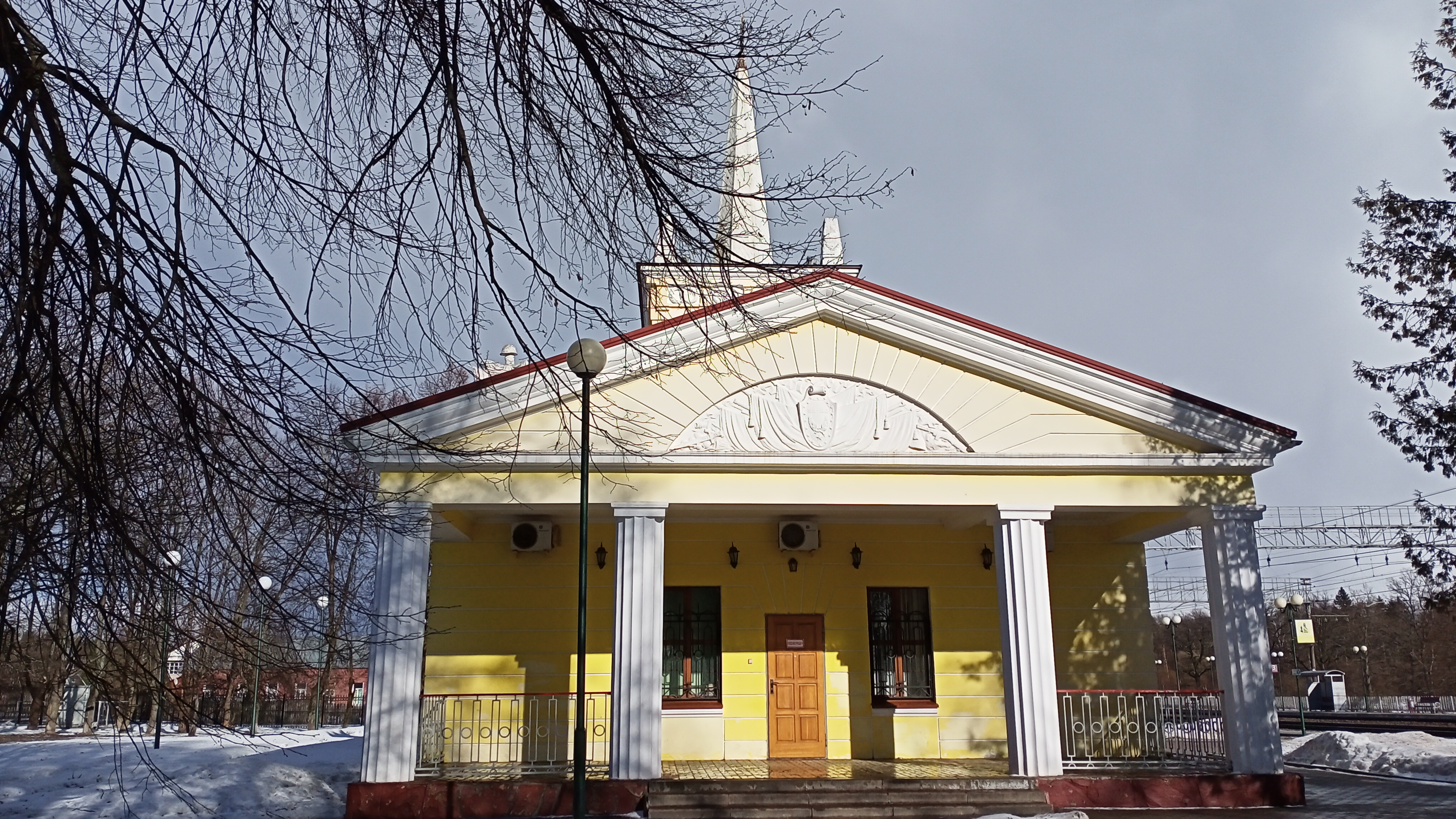
Западный торец вокзального здания
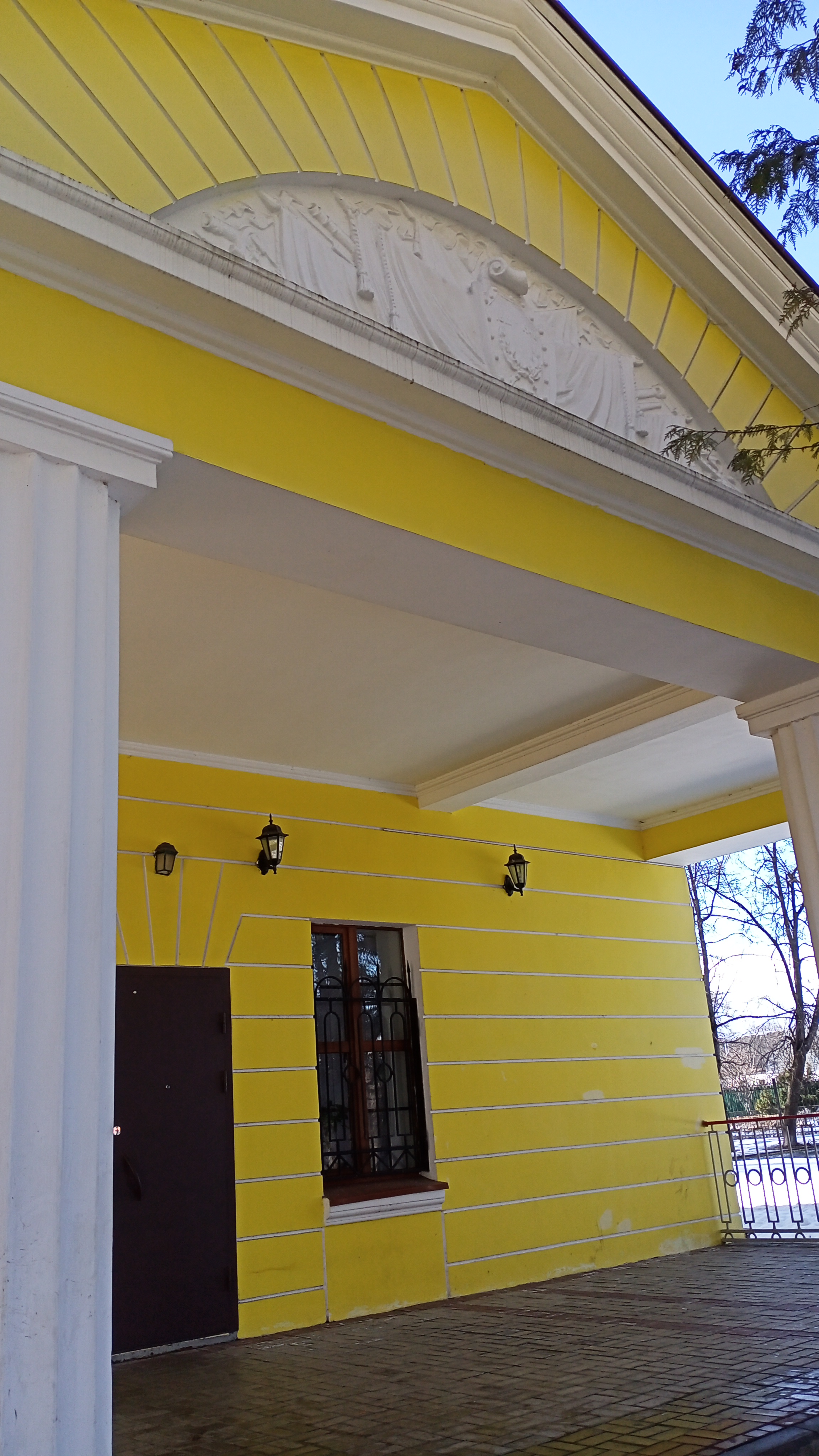
Восточный торец вокзального здания
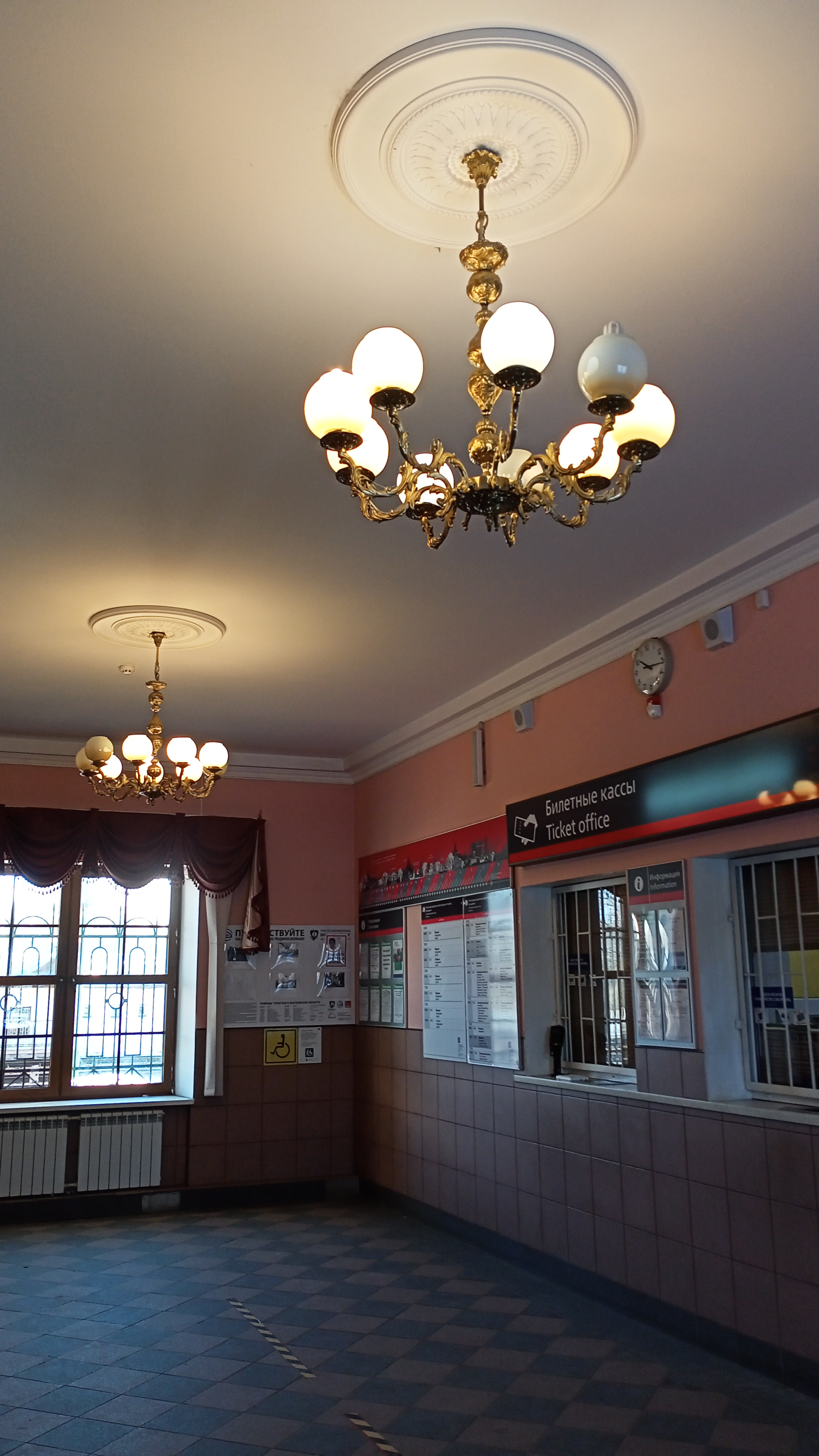
Вокзал станции внутри
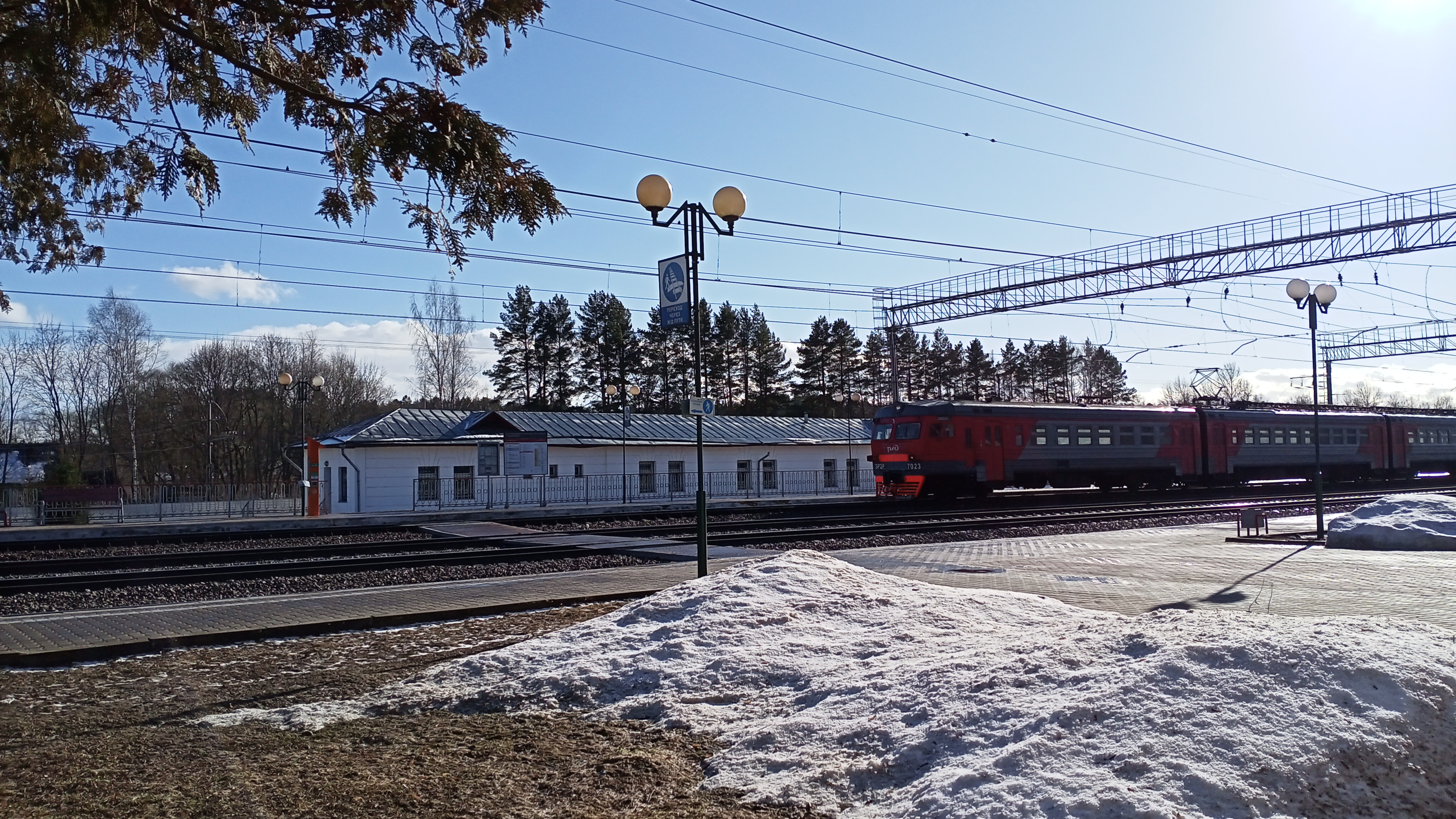
Вид на низкие платформы

### Достопримечательности
В непосредственной близости от здания вокзала располагаются:
- обелиск московскому и смоленскому ополчениям, сражавшимся в этом месте в период Отечественной войны 1812 года (воздвигнут в 1970 году)[7];
- памятники воинам Великой Отечественной войны (в том числе воинам-железнодорожникам) и труженикам тыла (открыты 26 сентября 2020 года)[8][9];
- бетонная стела «Карта Бородинского поля».

Сама станция располагается в нескольких километрах от Бородинского поля и его мемориального комплекса.

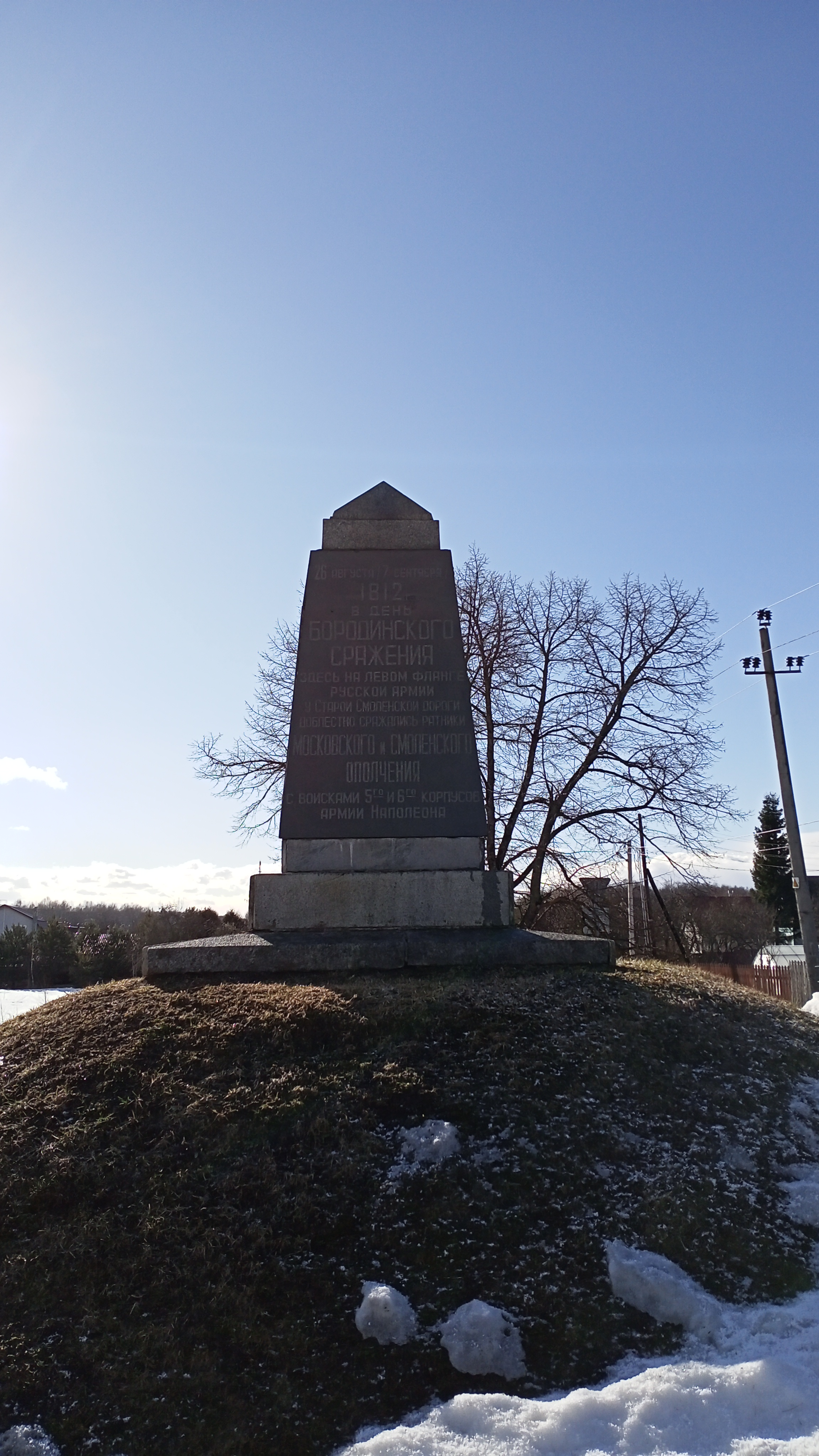
Обелиск московскому и смоленскому ополчениям
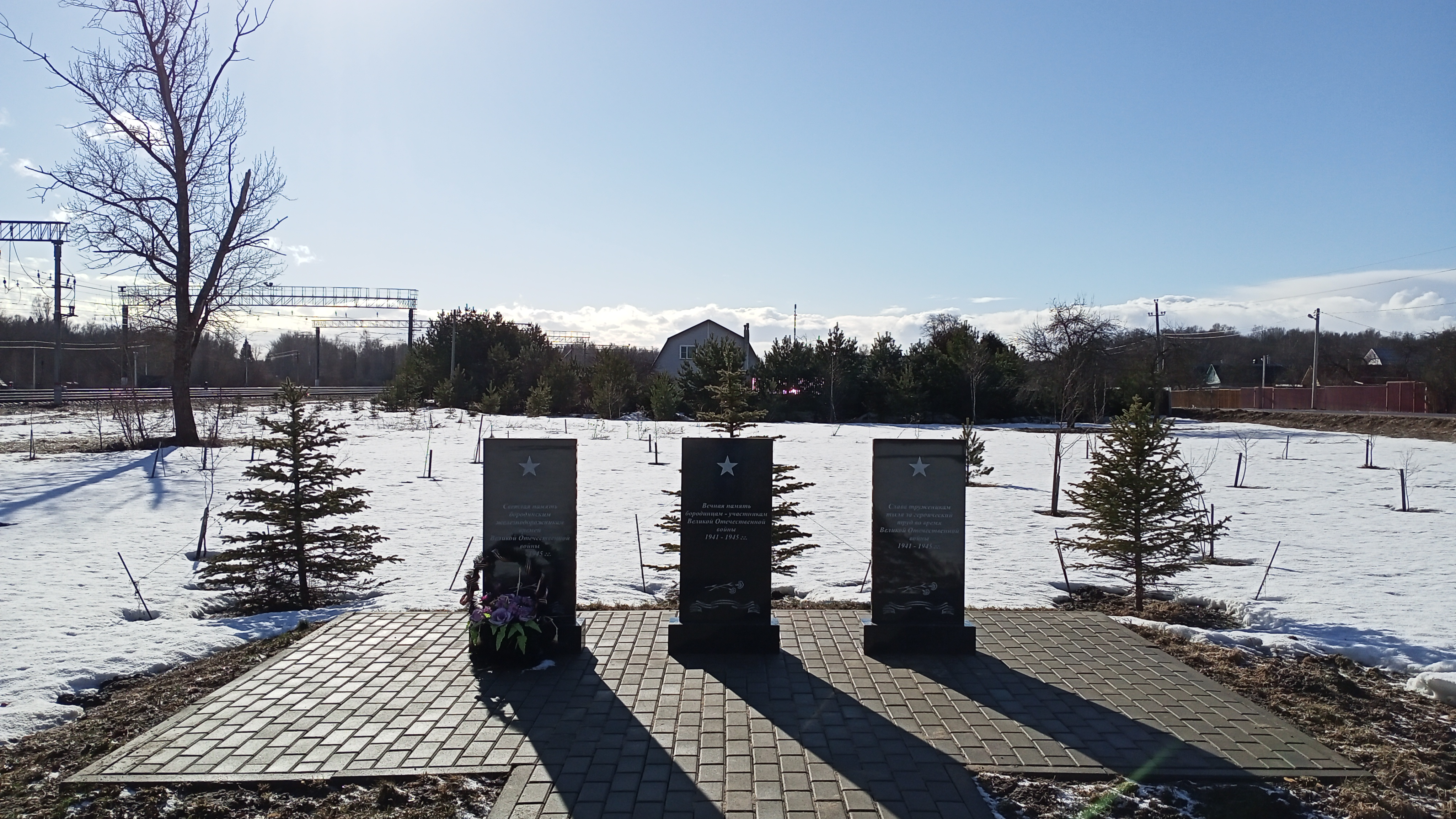
Памятники участникам Великой Отечественной войны
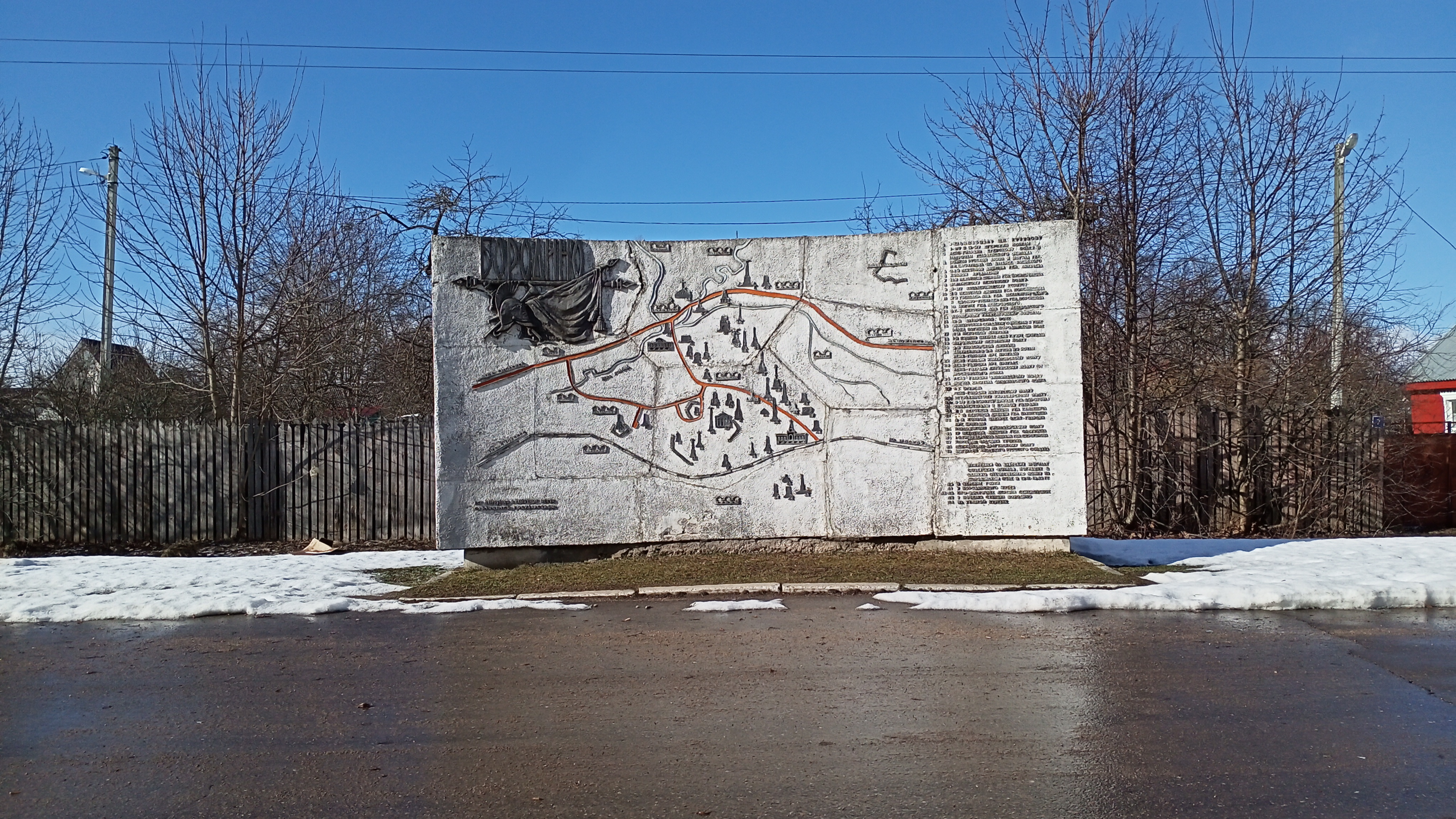
Стела «Карта Бородинского поля»
Бородинский военно-исторический музей в относительной близости от станции

## Пассажирское движение
Станция, наряду с соседним Можайском, является пересадочной: на ней можно пересесть с пригородных электропоездов, следующих со стороны Москвы, на пригородные электропоезда до Гагарина и Вязьмы (и в обратную сторону).
Для некоторых пригородных электропоездов из Москвы, Гагарина или Вязьмы станция является конечной, для остальных (следующих до или от Можайска или Гагарина) — остановочной.
Среднее время движения от Белорусского вокзала — 2 часа.
До 18 мая 2015 года прямые электропоезда от Москвы курсировали и далее до Гагарина и Вязьмы. С 18 мая 2015 года до 7 марта 2024 года станция являлась самой дальней на данном направлении, имеющей прямую связь с Москвой электропоездами. С 7 марта 2024 года восстановлено прямое движение электропоездов до станции Гагарин, назначено две пары поездов в сутки.
Самый западный остановочный пункт Белорусского направления, имеющий прямое беспересадочное сообщение с Савёловским направлением (вплоть до станции Савёлово).
Поезда дальнего следования проходят станцию без остановок.